# Гауке Валь
Гауке Фінн Валь (нім. Hauke Finn Wahl, нар. 15 квітня 1994, Гамбург, Німеччина) — німецький футболіст, центральний захисник клубу «Санкт-Паулі».

## Ігрова кар'єра
Гауке Валь у 2012 році приєднався до молодіжної команди «Гольштайна». З наступного сезону захисник був введений до першої команди клубу, який грав Лізі 3.
Влітку 2015 року валь перейшов до «Падерборна», який щойно вилетів з Бундесліги. Підписав з клубом ррирічний контракт але вже наступного сезону футболіст перейшов до «Інгольштадта». В клубі Валь відіграв лише половину сезону і в січні 2017 року на правах оренди приєднався до «Гайденгайма», де грав до кінця сезону. А влітку 2018 року захисник повернувся до «Гайденгайма», підписавши контракт до 2021 року. Пізніше термін дії контракту було продовжено до 2023 року.
Влітку 2023 року Валь як вільний агент приєднася до клубу Другої Бундесліги «Санкт-Паулі», з яким вже у першому сезоні виграв турнір Другої Бундесліги і підвищився до Бундесліги.

## Досягнення
Санкт-Паулі
- Переможець Другої Бундесліги: 2023/24